# 戴福桑
戴福桑（法語：De Forçant，？—1809年），全名戈德弗魯瓦·德·福爾桑（Godefroy de Forçanz），法國海軍軍官、探險家，效命於越南嘉隆帝。
戴福桑是法國軍艦l'Aigle的指揮官。1788年，在百多祿主教的激勵下，他與讓-巴蒂斯特·沙依諾、菲利普·瓦尼埃、讓-馬里·達約一起來到越南，:103宣誓效忠於阮福映（後來的嘉隆帝）。戴福桑與沙依諾、瓦尼埃、德斯皮奧一起，獲得「掌奇」的稱號，這是越南士族中第二等士族、軍官。:20他取了一個越南名字黎文棱（越南语：／）。
戴福桑於1801年3月同沙依諾、瓦尼埃一起參加了施耐的戰鬥，隸屬於阮文張麾下。1809年死於交趾支那。